# Amazon Watch

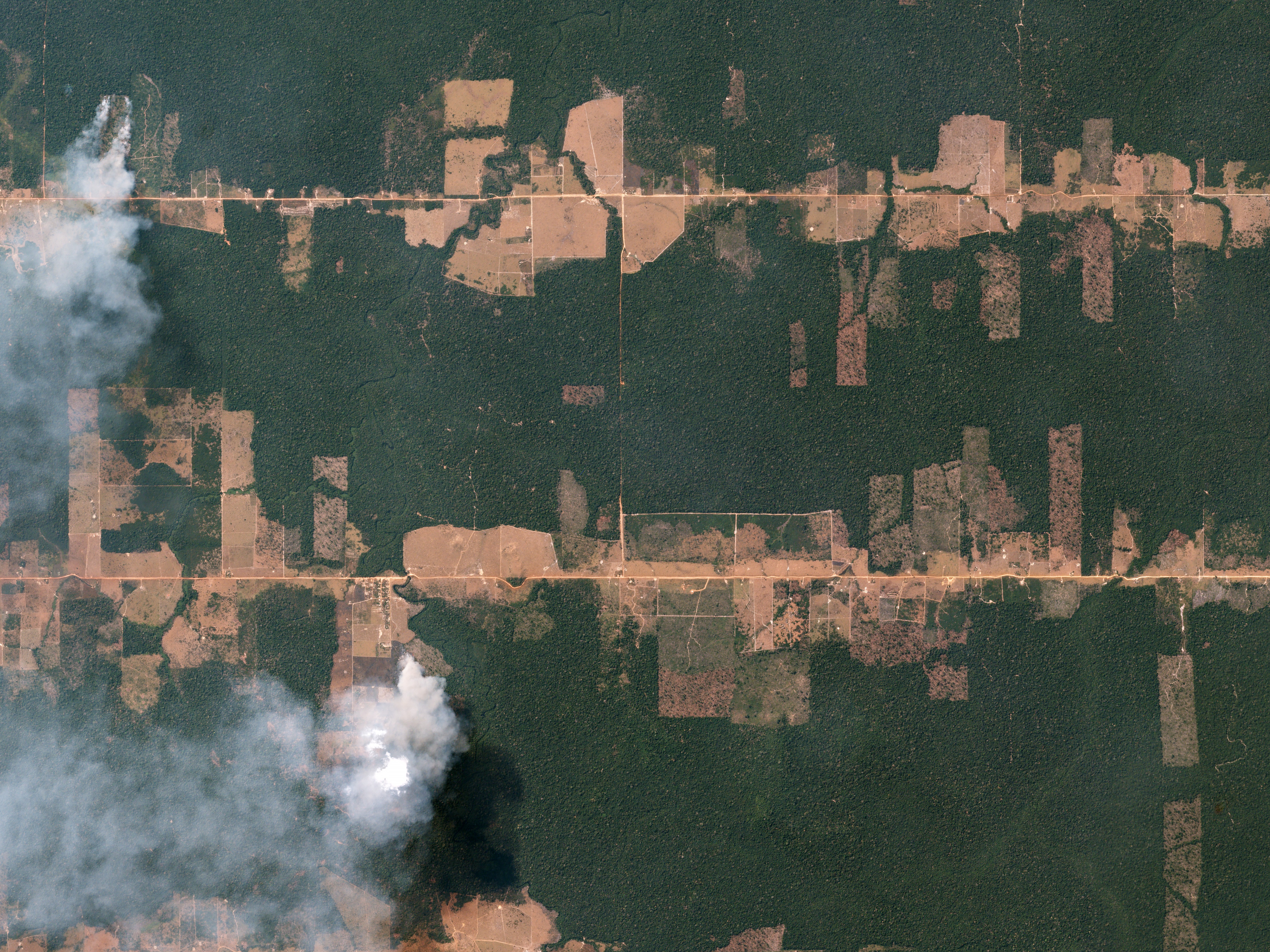
Požáry v amazonském deštném pralese, východně od Porto Velho v Brazílii – v rámci přípravy na zemědělství a pastvu se tak likvidují hektary deštného pralesa (2016)

Amazon Watch je nezisková organizace založená v roce 1996 se sídlem v kalifornském San Francisku. Jejím cílem je chránit deštný prales a práva původních obyvatel Amazonie. Spolupracuje s domorodými a ekologickými organizacemi v Ekvádoru, Peru, Kolumbii a Brazílii v kampaních za lidská práva a ochranu amazonského ekosystému.

## Kampaně
V Ekvádoru organizace podporuje soudní proces, který má uznat zodpovědnost americké ropné společnosti Chevron obviněné ze znečištění vody v regionu ekvádorského amazonského deštného pralesa na území osídleném více než 30 tisíci obyvateli. Společnost měla způsobit, že do vody uniklo 18 milionů litrů toxického odpadu – jednalo by se tak o jedno z největších ropných znečištění v historii, daleko přeahující katastrofu způsobenou tankerem Exxon Valdez.
V Peru je Amazon Watch žalobcem v případu vedeném proti americké ropné společnosti Occidental Petroleum kvůli poškození deštného pralesa. V současnosti podporuje obyvatele domorodého kmene Ačuárů, kteří bojují proti průzkumu své země vedeném kanadskou ropnou společností Talisman Energy a argentinskou společností Pluspetrol. Amazon Watch rovněž podporuje školu, která cvičí domorodé vůdce, jak chránit svoje práva proti ropným a těžařským společnostem.
V Kolumbii Amazon Watch vedla kampaň spolu s obyvateli kmene U'wa, kteří se snažili zabránit ropným vrtům na svém území. Mírumilovná domorodá společnost kmene U'wa čítající 5 tisíc lidí žije ve vzdáleném pralese v Andách v severovýchodní Kolumbii podél hranice s Venezuelou. Více než desetiletí trvající úspěšný mezinárodní boj donutil společnost Occidental Petroleum vzdát se v roce 2002 tohoto území. Nicméně způsob života kmene U'wa je opět ohrožován plány kolumbijské vlády, která se snaží na jejich území uvést do pohybu ropný projekt Siriri. Ropný vývoj přispívá v Kolumbii v politickým vášním a přinesl pokračující občanskou válku v zemi až na práh území kmene U'wa.
V Brazílii sleduje Amazon Watch projekt na území řeky Madeira. Tento projekt vede Iniciativa pro integraci regionálních infrastruktur v Jižní Americe (IIRSA), která jím ohrožuje vzdálené srdce Amazonie projekty na tvorbu obrovské přehradní nádrže a průmyslových vodních cest pro přepravu přírodních zdrojů.
Amazon Watch udává, že současná míra odlesnění hrozí uvést Amazonii do stavu, z kterého už se nebude moci vzpamatovat. Podle Amazon Watch bylo za posledních 30 let vykáceno 20 % Amazonie a dalších 20 % bylo znehodnoceno – vše kvůli zemědělským a průmyslovým projektům, jakými jsou ropovody a plynovody, přehrady a silnice.